# Razgrad (stad)
Razgrad (Bulgaars: Разград) is een stad in het noordoosten van Bulgarije. Het is de hoofdstad van het gelijknamige departement Razgrad.
Razgrad is gebouwd op de ruïnes van de Romeinse plaats Abrittus aan de oevers van de Beli Lom, waar in het jaar 251 de Slag bij Abrittus plaats vond. 

## Geografie
De gemeente Razgrad ligt in het zuidwesten van de oblast Razgrad. Met een oppervlakte van 655,428 vierkante kilometer is het de grootste van de 7 gemeenten van de oblast - oftewel 26,97% van het grondgebied van de oblast. De grenzen zijn als volgt:
- in het noorden - gemeente Koebrat (stad);
- in het noordoosten - gemeente Zavet en gemeente Isperich;
- in het oosten - gemeente Samoeil;
- in het zuidoosten - de gemeente Loznitsa;
- in het zuidwesten - gemeente Popovo, district Targovisjte;
- in het westen - gemeente Tsar Kalojan;
- in het noordwesten – gemeente Vetovo, oblast Roese.

## Bevolking
De bevolking van de stad Razgrad bereikte een recordhoogte in 1988 toen er ongeveer 55.000 mensen in de stad werden geregistreerd - een verdrievoudiging ten opzichte van 1956. Sindsdien neemt de bevolking in een rap tempo af, vooral vanwege emigratie, maar ook vanwege een laag geboortecijfer gecombineerd met een hoog sterftecijfer. De achttiende volkstelling van Bulgarije, gehouden op 7 september 2021, registreerde 43.568 inwoners in de gemeente Razgrad, waarvan 29.107 inwoners in de stad Razgrad.
| Gebied           | 1934    | 1946      | 1956      | 1965      | 1975      | 1985      | 1992      | 2001      | 2011      | 2021      |
| ---------------- | ------- | --------- | --------- | --------- | --------- | --------- | --------- | --------- | --------- | --------- |
| stad Razgrad     | 15 837  | 15 010    | 18 389    | 26 398    | 42 609    | 49 582    | 40 906    | 38 948    | 33 880    | 29 107    |
| gemeente Razgrad | 48 546  | 46 130    | 47 242    | 55 198    | 64 930    | 68 529    | 61 847    | 58 874    | 51 095    | 43 586    |
| oblast Razgrad   | 182 437 | 182 166 · | 185 838 · | 197 192 · | 201 894 · | 194 868 · | 167 410 · | 152 417 · | 125.190 · | 103 223 · |

### Bevolkingssamenstelling
De Bulgaren vormen de meerderheid van de bevolking van de stad Razgrad (79% in 2011). De stad heeft een grote Turkse minderheid (19% in 2011). In de gemeente Razgrad vormen deze twee bevolkingsgroepen zo’n 65% respectievelijk 30% van de bevolking. In de oblast Razgrad vormen Bulgaren de minderheid met 43%, terwijl Bulgaarse Turken een nipte meerderheid vormen met 50%. De etnische Bulgaren wonen dus vooral in en rondom de stad Razgrad, terwijl de minderheidsgroepen vooral op het omringende platteland leven.
| Gebied           | Bulgaren | Turken | Roma  |
| ---------------- | -------- | ------ | ----- |
| stad Razgrad     | 24.701   | 5.902  | 288   |
| gemeente Razgrad | 30.660   | 14.296 | 1.549 |
| oblast Razgrad   | 49.229   | 57.261 | 5.719 |

Kardzjali en Razgrad zijn de twee oblasten in Bulgarije met een Turkse bevolkingsmeerderheid.

### Religie
De laatste officiële resultaten naar de religieuze overtuiging van de bevolking dateren uit de volkstelling van februari 2011. Deze volkstelling was optioneel en werd door 8.361 (van de 51.095) inwoners niet beantwoord. Van de 42.734 respondenten noemden 25.911 zichzelf 'orthodox-christelijk', terwijl 12.527 respondenten zichzelf 'moslim' noemden - respectievelijk 60,63% en 29,31% van de bevolking. De rest van de bevolking had een andere geloofsovertuiging of was niet religieus.
| Religieuze samenstelling in februari 2011 | Religieuze samenstelling in februari 2011 | Religieuze samenstelling in februari 2011 | Religieuze samenstelling in februari 2011 | Religieuze samenstelling in februari 2011 |
| ----------------------------------------- | ----------------------------------------- | ----------------------------------------- | ----------------------------------------- | ----------------------------------------- |
|                                           |                                           |                                           |                                           |                                           |
| Bulgaars-Orthodoxe Kerk                   | Bulgaars-Orthodoxe Kerk                   |                                           | 60,63%                                    | 60,63%                                    |
| Katholieke Kerk                           | Katholieke Kerk                           |                                           | 0,23%                                     | 0,23%                                     |
| Protestantisme                            | Protestantisme                            |                                           | 0,69%                                     | 0,69%                                     |
| Islam                                     | Islam                                     |                                           | 29,31%                                    | 29,31%                                    |
| Geen                                      | Geen                                      |                                           | 2,81%                                     | 2,81%                                     |
| Anders/ Onbekend                          | Anders/ Onbekend                          |                                           | 6,33%                                     | 6,33%                                     |

## Kernen
De gemeente Razgrad bestaat uit 22 kernen - de stad Razgrad en 21 dorpen.
| - Balkanski - Blagoevo - Drjanovets - Djankovo - Getsovo - Jasenovets - Kitsjenitsa - Lipnik | - Mortagonovo - Nedoklan - Oesjintsi - Osenets - Ostrovtsje - Pobit Kamak - Poroisjte | - Prostorno - Radingrad - Rakovski - Razgrad - administratieve hoofdplaats - Strazjets - Tsjerkovna - Toptsjii |

## Sport
De stad heeft een voetbalclub, PFK Ludogorets, die in 2011 naar de hoogste klasse promoveerde en daar tien jaar op rij kampioen werd. Ook kwam Ludogorets in de seizoenen 2014/15 en 2016/17 uit in de UEFA Champions League.

## Geboren
- Dimitar Nenov (1901-1953), pianist, componist, muziekpedagoog en architect
- Krisia Todorova (2004), zangeres